# Bud Spencer
Bud Spencer, nome artístico de Carlo Pedersoli (Nápoles, 31 de outubro de 1929 — Roma, 27 de junho de 2016), foi um ator, nadador olímpico e jogador de polo aquático italiano.
Como ator, Bud Spencer estrelou diversos filmes de comédia e do chamado western spaguetti. Seus trabalhos mais famosos foram em comédias de ação ao lado de seu parceiro de longa data Terence Hill. A dupla "foi aclamada mundialmente e atraiu milhões de pessoas aos cinemas". Spencer e Hill estrelaram, produziram e dirigiram mais de 20 filmes juntos.

## Biografia
Filho de Alessandro Pedersoli e Rosa Facchetti, Carlo Pedersoli nasceu em 31 de outubro de 1929 em Santa Lucia, histórico rione de Nápoles. O nome Bud Spencer foi uma homenagem a sua cerveja favorita, Budweiser, e ao ator Spencer Tracy.
Graduado em Direito e falante de seis línguas (inclusive o português, no qual disse frases em alguns filmes tais como Eu, Você, Ele e os Outros, de 1984, quando se faz passar por um milionário brasileiro), também foi autor do registro de diversas patentes.
Morou no Brasil entre 1947 e 1949, quando foi funcionário do consulado da Itália em Recife.

### Carreira como atleta
Em 1949, com apenas 20 anos, começa competir com as cores do SS Lazio, proclamando-se campeão italiano de natação nos 100 metros livres, título este que ele viria a conquistar por 7 vezes consecutivas (1949 a 1956). Além disso, ele foi o primeiro italiano a nadar 100 metros, em estilo livre, em menos de um minuto.
As boas performances valeram a Pedersoli a convocação para disputar o Campeonato Europeu de natação em 1950, disputado em Viena (Áustria). Não foi campeão, mas permaneceu no time para disputar em 1951 a primeira edição dos Jogos do Mediterrâneo, onde conquistou a medalha de prata nos 100m livres.
Estes resultados lhe credenciaram a defender as cores da Itália nas Olimpíadas de 1952 e 1956.
Também foi jogador de Pólo aquático e jogando pela Lázio, foi campeão italiano em 1954. Em 1955, foi medalha de ouro nos Jogos do Mediterrâneo (pelo polo aquático).
Em 2005 foi homenageado pela Federação Italiana de Natação recebendo o “Caimano d’Oro”, uma comenda de reconhecimento pela sua expressão no esporte nacional.

#### Desempenho nos Jogos Olímpicos
Em Helsinque-1952, parou nas semifinais dos 100 livre marcando 58.9 além de integrar o revezamento 4×200 livre da Itália que parou nas eliminatórias.
Quatro anos depois, nos Jogos de Melbourne, Pedersoli já alternava a carreira de nadador com o polo aquático onde se sagrou campeão italiano pela Lazio em 1954. Nos Jogos de 56, parou novamente nas semifinais dos 100 livre, desta vez nadando para 59.0. No ano seguinte deixava o esporte.

#### Principais resultados
| Competição                                 | Evento                             | Resultados         | Tempo                        |
| ------------------------------------------ | ---------------------------------- | ------------------ | ---------------------------- |
| Campeonato Europeu de Natação - Viena 1950 | 100 m livre masculino              | Quinto Lugar       | 1'01"2                       |
| Campeonato Europeu de Natação - Viena 1950 | 4x200 m livre masculino            | 4o Lugar           | 9'33"5                       |
| Jogos Olímpicos de Helsinki 1952           | 100 m livre masculino              | Elim. na semifinal | 58"9                         |
| Jogos Olímpicos de Helsinki 1952           | 4x200 m livre masculino            | Elim. na bateria   | 9'17"9 (individual - 2'17"5) |
| Jogos Olímpicos de Melbourne 1956          | 100 m livre masculino              | Elim. na semifinal | 59"00                        |
| Jogos do Mediterrâneo de Alexandria 1951   | 100 m livre masculino              | 2o Lugar           | 59"9                         |
| Jogos do Mediterrâneo de Alexandria 1951   | Revezamento 3x100 medley masculino | 2o Lugar           | 3'23"0                       |
| Jogos do Mediterrâneo de Barcelona 1955    | Polo Aquático Masculino            | 1o Lugar           | 3v-0d                        |

### Carreira como ator

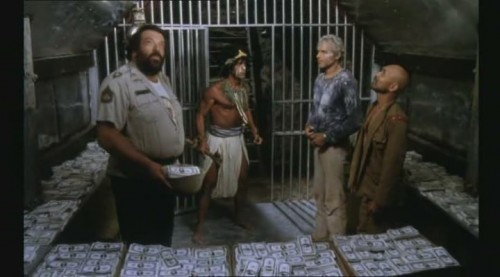
Cena do filme Quem Encontra um Amigo, Encontra um Tesouro, com Terence Hill (1981)

Iniciou sua carreira de ator em 1949, na comédia Quel fantasma di mio marito e em Hollywood, no filme Quo Vadis, com um papel de guarda do Império Romano. Mas ficou famoso com o parceiro de atuação, Terence Hill, em filmes do gênero western spaghetti, como o primeiro grande êxito Meu nome é Trinity, de 1970, repetido com a sequência de 1971 ...continuavano a chiamarlo Trinità. Outros sucessos foram Altrimenti ci arrabbiamo, Due superpiedi quasi piatti e Io sto con gli ippopotami. No filme Anche gli angeli mangiano fagioli o parceiro de Bud Spencer foi Giuliano Gemma. Também teve êxito sem Terence Hill, como: Lo chiamavano Bulldozer, Piedone lo Sbirro e Banana Joe dentre outros.

### Morte
Morreu aos 86 anos de idade, em Roma, em 27 de junho de 2016. A causa da morte não foi revelada, mas o filho declarou que o ator ficou com a saúde debilitada após ter sofrido uma queda em casa.
Foi sepultado no cemitério Campo di Verano.

### Post mortem
A cidade de Livorno dedicou-lhe uma estátua em 2 de junho de 2019, e a cidade de Fontevivo, em Parma, foi a primeira cidade italiana a dedicar-lhe uma rua.

## Filmografia
- Quel fantasma di mio marito (1950), de Camillo Mastrocinque - Não Creditado
- Quo Vadis (1951), de Mervyn LeRoy - Não Creditado
- Siluri umani (1954), de Antonio Leonviola - Creditado como Carlo Pedersoli
- Un Eroe dei nostri tempi (1955), de Mario Monicelli - Creditado como Carlo Pedersoli
- A Farewell to Arms (1957), de Charles Vidor (Adeus As Armas) - Não Creditado
- Il Cocco di Mamma (1958), de Mauro Morassi - Creditado como Carlo Pedersoli
- Annibale (1959), de Edgar G. Ulmer e Carlo Ludovico Bragaglia (Aníbal: O Conquistador) - Creditado como Carlo Pedersoli
- Dio perdona... io no! (1967), de Giuseppe Colizzi
- Al di là della legge (1968), de Giorgio Stegani (Acima da Lei)
- I quattro dell'ave maria (1968), de Giuseppe Colizzi (Assim Começou Trinity)
- La collina degli stivali (1969), de Giuseppe Colizzi (Trinity - A Colina dos Homens Maus)
- Un esercito di 5 uomini (1969), de Italo Zingarelli (Exército de 5 Homens)
- Lo chiamavano Trinità (1970), de E.B. Clucher (Enzo Barboni) (Trinity é o Meu Nome)
- Gott mit uns (Dio è con noi) (1970), de Giuliano Montaldo (Deus Está Conosco)
- Il corsaro nero (1971), de Vincent Thomas (Enzo Gicca Palli) (Corsário Negro)
- ...continuavano a chiamarlo Trinità (1971), de E.B. Clucher (Enzo Barboni) (Trinity Ainda é Meu Nome)
- 4 mosche di velluto grigio (1971), de Dario Argento
- Si può fare... amigo (1972), de Maurizio Lucidi (Assim é Que Se Faz... Trinity)
- Torino nera (1972), de Carlo Lizzani
- Più forte ragazzi! (1972), de Giuseppe Colizzi (Dá-lhe Duro, Trinity)
- Una ragione per vivere e una per morire (1972), de Tonino Valerii (Uma Razão Para Viver, Uma Razão Para Morrer)
- Anche gli angeli mangiano fagioli! (1973), de E.B. Clucher (Enzo Barboni) (Dois Anjos da Pesada ou Os Anjos Também Comem Feijão)
- Piedone lo sbirro (1973), de Steno
- Altrimenti ci arrabbiamo! (1974), de Marcello Fondato (A Dupla Explosiva)
- Porgi l’altra guancia (1974), de Franco Rossi (Dois Missionários do Barulho)
- Piedone a Hong Kong (1975), de Steno
- Il soldato di ventura (1976), de Pasquale Festa Campanile
- Charleston (1977), de Marcello Fondato (Charleston - O Super Vigarista)
- I due superpiedi quasi piatti (1977), de E.B. Clucher (Enzo Barboni) (Dois Tiras Fora de Ordem)
- Piedone l'africano (1978), de Steno
- Lo chiamavano Bulldozer (1978), de Michele Lupo
- Pari e dispari (1978), de Sergio Corbucci (Par ou Ímpar)
- Uno sceriffo extraterrestre... poco extra e molto terrestre (1979), de Michele Lupo
- Io sto con gli ippopotami (1979), de Italo Zingarelli (Nós Jogamos com os Hipopótamos)
- Piedone d'Egitto (1980), de Steno
- Chissà perché... capitano tutte a me (1980), de Michele Lupo
- Occhio alla penna (1981), de Michele Lupo (Buddy no Velho Oeste)
- Chi trova un amico, trova un tesoro (1981), de Sergio Corbucci (Quem Encontra um Amigo, Encontra um Tesouro)
- Banana Joe (1982), de Stefano Vanzina (Banana Joe)
- Bomber (1982), de Michele Lupo
- Cane e gatto (1983), de Bruno Corbucci (Cão e Gato)
- Nati con la camicia (1983), de E.B. Clucher (Enzo Barboni) (Dois Loucos com Sorte)
- Non c'è due senza quattro (1984), de E.B. Clucher (Enzo Barboni) (Eu, Você, Ele e os Outros)
- Miami supercops - I poliziotti dell'ottava strada (1985), de Bruno Corbucci (Os Dois Super Tiras em Miami)
- Superfantagenio (1986), de Bruno Corbucci (Aladdin)
- Big Man - TV (1989)
- Detective Extralarge - TV (1990)
- Un piede in paradiso (1991), de E.B. Clucher (Enzo Barboni)
- Botte di Natale (1994), de Terence Hill (A Volta de Trinity ou Os Encrenqueiros)
- Fuochi d'artificio, de Leonardo Pieraccioni (1997)
- Al límite, de Eduardo Campoy (1997)
- Noi siamo angeli - TV (1997)
- Tre per sempre, de Franco di Chiera (1998)
- Figli del vento, de José Miguel Juarez (2000)
- Cantando dietro i paraventi, de Ermanno Olmi (2003)
- Padre Speranza, de Ruggero Deodato (2005)
- Pane e olio, de Gianpaolo Sodano (2008)
- Tesoro, sono un killer, de Sebastian Niemann (2009)
- I delitti del cuoco – TV, (2010)

## Conquistas e honrarias

### Desporto

#### Natação
- 1950: em 19 de setembro, torna-se o primeiro italiano a nadar os 100 metros estilo livre em menos de um minuto, com um tempo de 59:05.[14]
- 1951: prata nos 100 metros estilo livre nos Jogos do Mediterrâneo.[15]
- 1952: semifinalista dos 100 metros estilo livre nos Jogos Olímpicos de Helsinque com um tempo de 58:09.[16]
- 1952: eliminado na primeira rodada do revezamento 4 x 200 metros nado livre nos Jogos Olímpicos de Helsinque com um tempo de 9:17:9.[17]
- 1956: semifinalista dos 100 metros estilo livre nos Jogos Olímpicos de Melbourne com um tempo de 59:17.[18]

#### Polo aquático
- 1956: Campeão Italiano com a equipe da SS Lazio.

#### Prêmios
- 2005: em 17 de janeiro, ele recebeu o “Caimano d’Oro” da Federação Italiana.
- 2007: em 24 de janeiro, ele recebeu do Presidente da Federação Italiana, Paolo Barelli, um diploma técnico de natação e polo aquático.[19]